# Coeur Mining
Coeur Mining (vorm. Coeur d’Alene Mines) ist der größte US-amerikanische Silberproduzent mit Sitz in Chicago in Illinois. Neben Silber fördert das Unternehmen auch Gold.

## Unternehmensgeschichte
Das Unternehmen wurde 1928 gegründet. Der Börsengang an die New York Stock Exchange (NYSE) erfolgte 1990. Seit Juli 2011 ist Mitchell J. Krebs Präsident und CEO und Nachfolger von Dennis E. Wheeler, der das Unternehmen beinahe 25 Jahre leitete.
Im Jahr 2013 wurde der Unternehmenssitz von Coeur d’Alene (Idaho) nach Chicago verlegt, und der Unternehmensname wurde von „Coeur d’Alene Mines“ in „Coeur Mining“ umbenannt.

## Fördermengen, Umsatz, Gewinn und Reserven
Die Edelmetall-Fördermengen des Unternehmens, die Verkaufserlöse und Unternehmensgewinne betrugen:
| Jahr | Silber (Mio. Feinunzen) | Gold (Feinunzen) | Verkaufserlös (Mio. US-Dollar) | Gewinn (Mio. US-Dollar) | Quelle          |
| ---- | ----------------------- | ---------------- | ------------------------------ | ----------------------- | --------------- |
| 2006 | 12,8                    | 116.254          | 216,6                          | 66,2                    | [ 7 ]           |
| 2007 | 11,5                    | 92.014           | 215,3                          | 41,0                    | [ 7 ]           |
| 2008 | 12,0                    | 46.115           | 189,5                          | −13,7                   | [ 7 ]           |
| 2009 | 16,9                    | 72.112           | 300,4                          | −27,1                   | :S. 8, 31, F-23 |
| 2010 | 16,8                    | 157.062          | 515,4                          | −91,3                   | [ 8 ]           |
| 2011 | 19,1                    | 220.382          | 1.021,2                        | 93,5                    | [ 8 ]           |
| 2012 | 18,0                    | 226.486          | 895,5                          | 48,7                    | [ 8 ]           |
| 2013 | 17,0                    | 262.217          | 746,0                          | −650,6                  | [ 8 ]           |
| 2014 | 17,2                    | 249.384          | 635,7                          | −1.186,9                | [ 2 ]           |
| 2015 | 15,9                    | 327.908          | 646,1                          | 367,2                   | [ 2 ]           |
| 2016 | 14,8                    | 358.170          | 665,8                          | 55,4                    | [ 2 ]           |

Die nachgewiesenen Edelmetallreserven betrugen nach Unternehmensangaben zum jeweiligen Jahresende:
| Jahr | Silber (Mio. Feinunzen) | Gold (Feinunzen) | Quelle     |
| ---- | ----------------------- | ---------------- | ---------- |
| 2009 | 37,12                   | 442.000          | [ 9 ]      |
| 2010 | 33,10                   | 436.600          | [ 9 ]      |
| 2011 | 26,09                   | 329.950          | [ 9 ]      |
| 2012 | 70,58                   | 757.000          | :S. 26, 27 |
| 2013 | 98,95                   | 892.620          | :S. 26, 27 |
| 2014 | 111,53                  | 581.640          | [ 10 ]     |
| 2015 | 105,1                   | 819.240          | [ 2 ]      |
| 2016 | 151,3                   | 1.143.000        | [ 2 ]      |

## Abbaustätten
Das Unternehmen besitzt die Abbaustätten
- Palmarejo Complex (Mexiko) (Silber und Gold, Tagebau)
- San Bartolomé Mine (Bolivien) (Silber, Tagebau)
- Kensington Mine, Alaska (Gold, Untertagebau)
- Rochester Mine, Nevada (Silber und Gold, Tagebau)
- Wharf Mine, bei Lead (South Dakota) (Gold und Silber, Tagebau)[11]

und betreibt für CBH Resources:
- Endeavor Mine, bei Cobar (Australien) (Silber, Untertagebau)[12]